# 韓桓惠王
韓桓惠王（？—前239年），又作韓桓王、韓惠王、悼惠王，韓王之子。在位時，韓非多次上書，要求推行法治。韓桓惠王二十七年，鄭國奉桓惠王之命西去秦國，勸說秦王興修水利工程，以消耗秦國國力，是為鄭國渠。
周赧王五十五年（前262年），秦國大將白起進攻韓國，佔領了野王（今河南沁陽），韓桓惠王割上黨（今山西長治）給秦國求和，要太守靳黈將上黨交接給秦國，上黨人既不想被秦統治，又無力抗秦，所以靳黈不肯，韓桓惠王已經許諾了秦相國應侯范且，不敢違約，就把靳黈罷免，改任馮亭為上黨郡太守，但馮亭依然率郡中軍民，歸順趙國。
趙國接受上黨，並遣名將廉頗麾重兵進駐長平（今山西高平）拒秦，雙方發動長平之戰。前239年韓桓惠王薨，子韓安立。

## 影视形象

### 電視劇
| 年份 | 劇名               | 演員   |
| ---- | ------------------ | ------ |
| 2020 | 《大秦帝国之天下》 | 邹德江 |